# Anaïs Demoustier
Anaïs Demoustier (Lille, 1987. március 13. –) César-díjas francia színésznő.

## Élete
Michael Haneke 2003 -ban fedezte fel a Farkasok ideje címü filmjéért. A forgatás után végül döntött a színésznő szakmájáról, és színészi órákat vett Lille-ben és New Yorkban.
A 2023-as cannes-i fesztiválon kinevezték a zsűri elnökévé az Arany Kamera odaítéléséért.

## Filmjei
| Év   | Eredeti cím                           | Magyar cím                           | Szerep                           | Megjegyzések                                                                  |
| ---- | ------------------------------------- | ------------------------------------ | -------------------------------- | ----------------------------------------------------------------------------- |
| 2003 | Le temps du loup                      | Farkasok ideje                       | Eva                              |                                                                               |
| 2004 | Conflit de canards                    |                                      | lány                             | rövidfilm                                                                     |
| 2006 | Pour de vrai                          |                                      |                                  | rövidfilm                                                                     |
| 2006 | Ma culotte                            |                                      | Lydia                            | rövidfilm                                                                     |
| 2006 | Barrage                               |                                      | Lydie                            |                                                                               |
| 2006 | L'année suivante                      |                                      | Emmanuelle                       |                                                                               |
| 2006 | C.I.D.                                |                                      | Roxane Bellini                   | televíziós sorozat (epizód: "Abus de faiblesse")                              |
| 2007 | Hellphone                             | Pokoli mobil                         | Clémence                         |                                                                               |
| 2007 | Le temps du loup                      |                                      | Justine Ménard                   |                                                                               |
| 2007 | Reporters                             |                                      | Morgane                          | televíziós sorozat (1 epizód)                                                 |
| 2007 | Raymond                               |                                      | Bertille / Lucille / Eddy (hang) | televíziós sorozat                                                            |
| 2007 | Au bout de mon rêve                   |                                      | Laetitia                         | TV-film                                                                       |
| 2007 | Les murs porteurs                     |                                      | Mélanie Rosenfeld                |                                                                               |
| 2007 | Un bébé tout neuf                     |                                      |                                  | rövidfilm                                                                     |
| 2008 | La Belle Personne                     | Francia szépség                      | Catherine                        |                                                                               |
| 2008 | Les Grandes Personnes                 |                                      | Jeanne                           |                                                                               |
| 2008 | Donne-moi la main                     | Donne-moi la main                    | Clémentine                       |                                                                               |
| 2009 | Sois sage                             | Ève                                  |                                  |                                                                               |
| 2009 | Angelo, tyran de Padoue               |                                      |                                  | TV-film                                                                       |
| 2009 | Les Petits Meurtres d'Agatha Christie |                                      | Louise                           | televíziós sorozat (epizód: "La plume empoisonnée")                           |
| 2010 | Sweet Evil                            |                                      | Céline                           |                                                                               |
| 2010 | Monsieur l'abbé                       |                                      |                                  | rövidfilm                                                                     |
| 2010 | Dans la jungle des villes             |                                      | Julia                            | rövidfilm                                                                     |
| 2010 | George at Fanchette                   |                                      | Fanchette                        | TV-film                                                                       |
| 2010 | Belle Épine                           | Rózsatövis                           | Sonia Cohen                      |                                                                               |
| 2010 | La Tête ailleurs                      | Jeanne                               |                                  |                                                                               |
| 2010 | D'amour et d'eau fraîche              |                                      | Julie Bataille                   |                                                                               |
| 2010 | Fracture                              |                                      | Anna Kagan                       | TV-film                                                                       |
| 2010 | Pauline                               |                                      | Pauline                          | rövidfilm                                                                     |
| 2011 | Elles                                 |                                      | Charlotte                        |                                                                               |
| 2011 | Les Neiges du Kilimandjaro            | A Kilimandzsáró hava                 | Flo                              |                                                                               |
| 2011 | Des noeuds dans la tête               |                                      | Élise                            | rövidfilm                                                                     |
| 2012 | Thérèse Desqueyroux                   | Tékozló szív                         | Anne de la Trave                 |                                                                               |
| 2012 | Fille du calvaire                     |                                      |                                  | rövidfilm (hiteltelen)                                                        |
| 2012 | La joie de vivre                      |                                      | Pauline                          | TV-film                                                                       |
| 2013 | Quai d'Orsay                          | A francia miniszter                  | Marina                           |                                                                               |
| 2013 | Loulou, l'incroyable secret           | Kisfarkas és az elképesztő titok     | Scarlett (hang)                  |                                                                               |
| 2014 | Situation amoureuse: C'est compliqué  |                                      | Juliette                         |                                                                               |
| 2014 | Bird People                           | Madarak és emberek                   | Audrey Camuzet                   |                                                                               |
| 2014 | La Ritournelle                        |                                      | Marion                           |                                                                               |
| 2014 | Au fil d'Ariane                       |                                      | Martine / Actress                |                                                                               |
| 2014 | Une nouvelle amie                     | Az új barátnő                        | Claire                           |                                                                               |
| 2015 | À trois on y va                       | A csajom barátnője                   | Mélodie                          |                                                                               |
| 2015 | Caprice                               | Szívecském                           | Caprice                          |                                                                               |
| 2015 | Marguerite et Julien                  | Örök szerelem – Marguerite és Julien | Marguerite de Ravalet            |                                                                               |
| 2015 | Démons                                |                                      | Jenna                            | Telefilm                                                                      |
| 2016 | Les Malheurs de Sophie                |                                      | Madame de Fleurville             |                                                                               |
| 2016 | La Jeune Fille sans mains             |                                      | A fiatal lány                    | hang                                                                          |
| 2017 | Demain et tous les autres jours       |                                      |                                  |                                                                               |
| 2017 | Jalouse                               |                                      | Mélanie Pick                     |                                                                               |
| 2017 | [La Villa                             |                                      | Bérangère                        |                                                                               |
| 2017 | Cornelius, le meunier hurlant         |                                      |                                  |                                                                               |
| 2018 | Sauver ou périr                       | A tűzön át                           | Cécile                           |                                                                               |
| 2018 | Au poste !                            |                                      | Fiona                            |                                                                               |
| 2019 | Alice et le Maire                     | Alice politikaországban              | Alice Heimann                    | César-díj a legjobb színésznőnek Jelölt - Lumières-díj a legjobb színésznőnek |
| 2019 | La Fille au bracelet                  | Lány bilincsben                      | Avocat général                   |                                                                               |
| 2019 | Gloria Mundi                          | A világ dicsősége                    | Mathilda                         |                                                                               |
| 2021 | Les Amours d'Anaïs                    |                                      | Anaïs                            |                                                                               |
| 2021 | Chère Léa                             |                                      | Léa                              |                                                                               |
| 2022 | Incroyable mais vrai                  |                                      | Jeanne                           |                                                                               |
| 2022 | Coma                                  |                                      | Ashley                           | hang                                                                          |
| 2022 | Fumer fait tousser                    |                                      | Nicotine                         |                                                                               |
| 2022 | Novembre                              |                                      | Inès Moreau                      |                                                                               |
| 2023 | La Bête dans la jungle                |                                      | May                              |                                                                               |
| 2023 | Le Temps d'aimer                      | Ha eljön a szerelem                  | Madeleine Villedieu              |                                                                               |
| 2023 | Daaaaaalí!                            |                                      | Judith                           |                                                                               |
| 2024 | Le Comte de Monte-Cristo              | Monte Cristo grófja                  | Mercédès Herrera                 |                                                                               |

## Fordítás
- Ez a szócikk részben vagy egészben  az   Anaïs Demoustier című német Wikipédia-szócikk fordításán alapul.  Az eredeti cikk szerkesztőit annak laptörténete sorolja fel. Ez a jelzés csupán a megfogalmazás eredetét és a szerzői jogokat jelzi, nem szolgál a cikkben szereplő információk forrásmegjelöléseként.
- Ez a szócikk részben vagy egészben  az   Anaïs Demoustier című angol Wikipédia-szócikk fordításán alapul.  Az eredeti cikk szerkesztőit annak laptörténete sorolja fel. Ez a jelzés csupán a megfogalmazás eredetét és a szerzői jogokat jelzi, nem szolgál a cikkben szereplő információk forrásmegjelöléseként.